# Lennart Strandberg
Lennart Strandberg (Suecia, 26 de marzo de 1915-23 de diciembre de 1989) fue un atleta sueco especializado en la prueba de 100 m, en la que consiguió ser medallista de bronce europeo en 1938.

## Carrera deportiva
En el Campeonato Europeo de Atletismo de 1938 ganó la medalla de bronce en los 100 metros, llegando a meta en un tiempo de 10.6 segundos, tras el neerlandés Tinus Osendarp  (oro con 10.5 segundos que fue récord de los campeonatos) y el italiano Orazio Mariani (plata con 10.6 segundos).